# 莫克倫灣

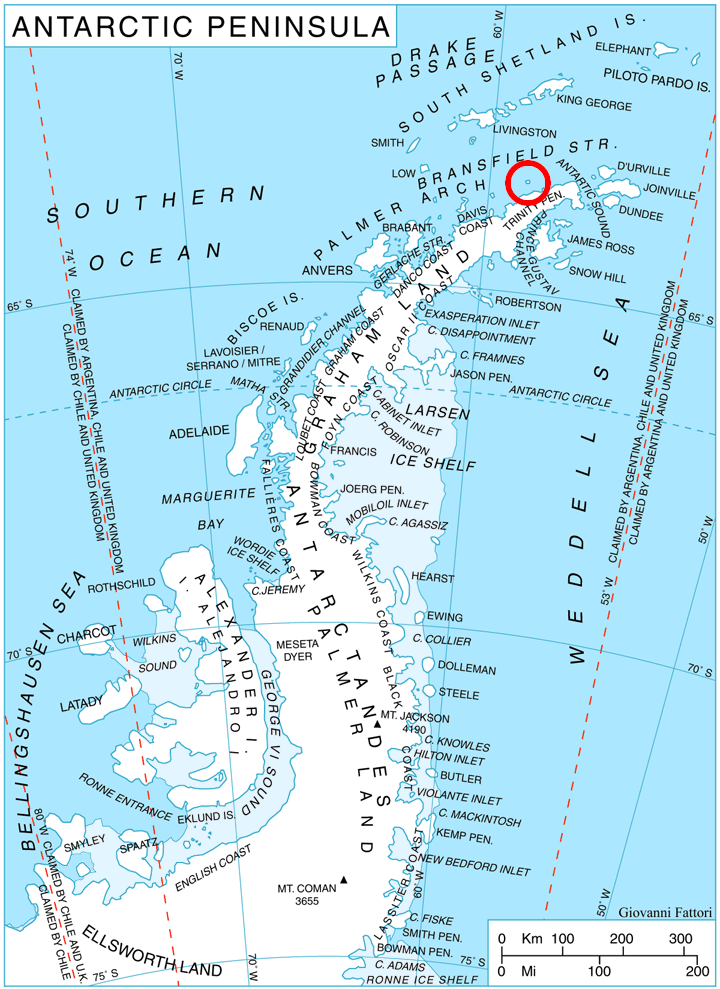

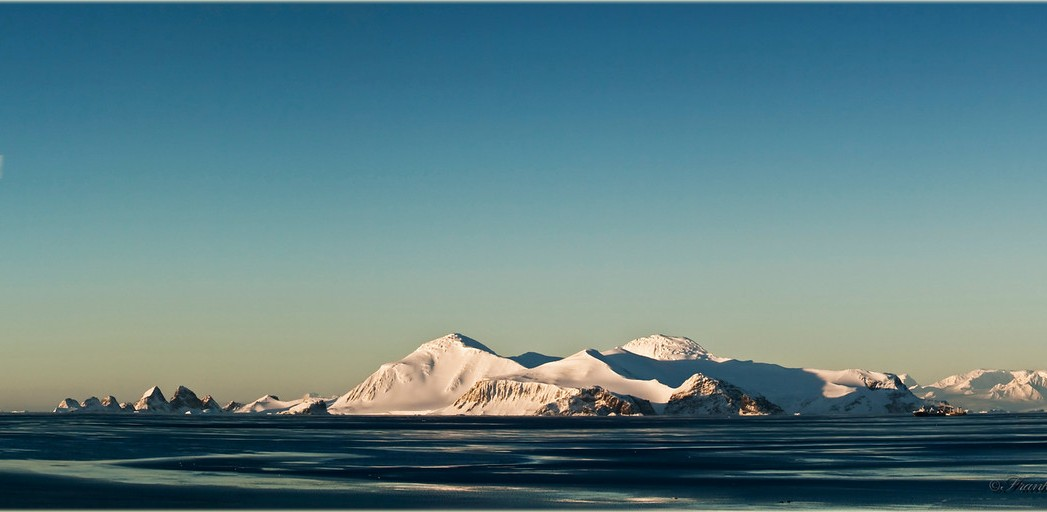

莫克倫灣（英語：Mokren Bight）是南極洲的海灣，位於葛拉漢地的星盤島西岸，處於特里尼蒂半島附近，長0.85公里、寬2公里，以保加利亞東南部鄉鎮命名，現時由南極條約體系管理。